# Michaił Smirnow

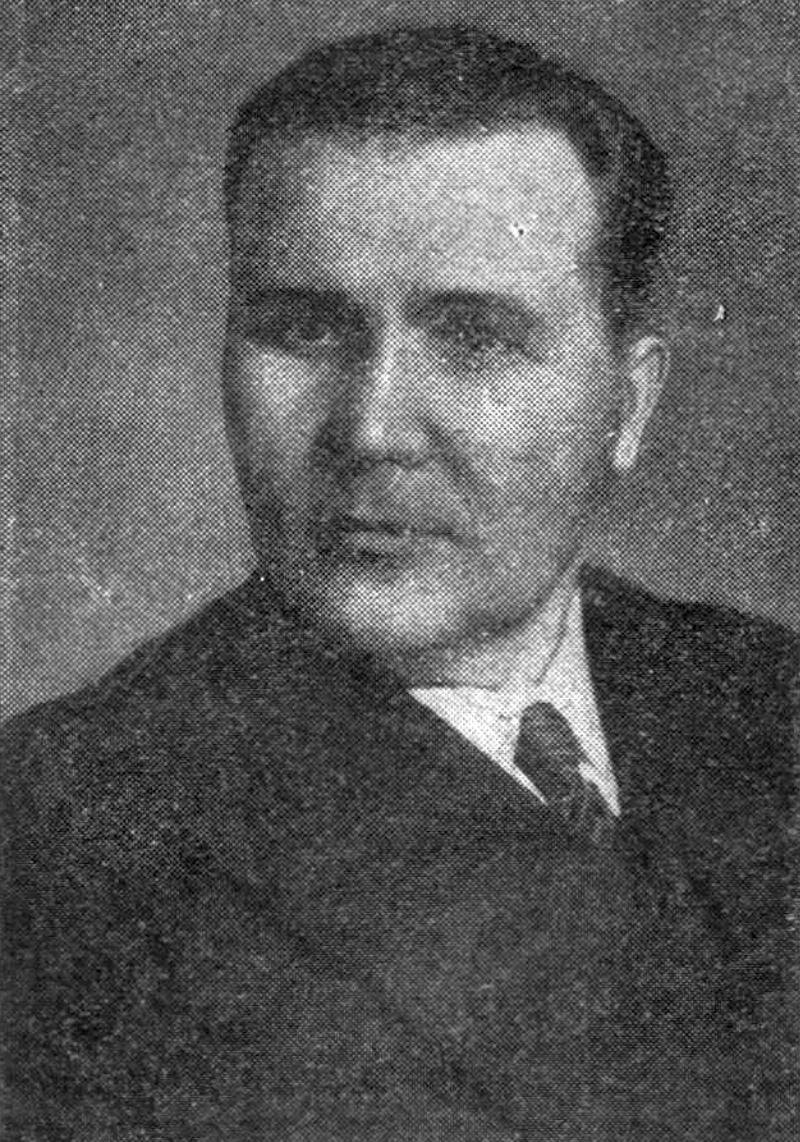
Michaił Smirnow

Michaił Pawłowicz Smirnow (ros. Михаил Павлович Смирнов, ur. 1 listopada 1897 w guberni kostromskiej, zm. 26 lutego 1939 w Moskwie) – rosyjski socjaldemokrata i komunista, oficer Armii Czerwonej, działacz państwowy ZSRR, komisarz ludowy handlu wewnętrznego ZSRR (1937–1938).

## Życiorys
Pracował w zakładzie fornirowym w guberni kostromskiej, później w warsztatach kolejowych, w maju 1916 wcielony do rosyjskiej armii, w czerwcu 1917 wstąpił do SDPRR(b). We wrześniu 1917 aresztowany, w październiku 1917 zwolniony, w listopadzie 1917 wybrany członkiem komitetu pułkowego 71 pułku piechoty w Witebsku, w 1918 wstąpił do Armii Czerwonej. Od maja do sierpnia 1918 dowódca kompanii 28 pułku piechoty 5 Armii Frontu Wschodniego wojny domowej w Rosji, od sierpnia do stycznia 1919 na kursach oficerskich w Kostromie, później na kursach artylerii ciężkiej w Moskwie, od lipca do grudnia 1919 słuchacz Komunistycznego Uniwersytetu im. Swierdłowa. Od października do grudnia 1919 wojskowy komisarz 4 Szpitala Epidemiologicznego w Samarze, potem wojskowy komisarz Zarządu Sanitarnego 1 Armii w Orenburgu, od marca do lipca 1921 inspektor polityczny Głównego Zarządu Wojskowo-Sanitarnego Armii Czerwonej, od lipca 1921 do sierpnia 1922 wojskowy komisarz 23 Szkoły Piechoty im. Lenina w Taszkencie. Od sierpnia 1922 do maja 1923 komisarz 2 Moskiewskiej Dowódczej Szkoły Piechoty, od maja 1923 do 1924 szef ochrony, a od 1924 do maja 1931 kierownik wydziału Centrosojuza, od maja 1931 do października 1935 zastępca przewodniczącego Zarządu, a od października 1935 do stycznia 1936 przewodniczący Zarządu Moskiewskiego Związku Towarzystw Spożywców.
W 1929 wykluczony z WKP(b), później przyjęty ponownie. Od stycznia do października 1937 zastępca szefa Moskiewskiego Miejskiego Oddziału Handlu Wewnętrznego, od 17 października 1937 do stycznia 1938 ludowy komisarz handlu wewnętrznego ZSRR, od stycznia do 16 czerwca 1938 ludowy komisarz handlu ZSRR. Deputowany do Rady Najwyższej ZSRR I kadencji.
W okresie wielkiej czystki 16 lipca 1938 aresztowany przez NKWD. 26 lutego 1939 skazany na śmierć przez Kolegium Wojskowe Sądu Najwyższego ZSRR z zarzutu udziału w kontrrewolucyjnej organizacji terrorystycznej, rozstrzelany tego samego dnia. Ciało skremowano w krematorium na Cmentarzu Dońskim, prochy pochowano anonimowo.
31 marca 1956 pośmiertnie zrehabilitowany.